# South Stann Creek
Pour les articles homonymes, voir Stann Creek.
Le Stann Creek est un cours d'eau du Belize. Il a donné son nom au district de Stann Creek. Il passe dans le sanctuaire faunique du bassin Cockscomb.